# Victor Should Have Been a Jazz Musician
«Victor Should Have Been a Jazz Musician» (español: Victor debería haber sido un músico de jazz) es el tercer sencillo del álbum de Grace Jones Inside Story, coproducida por Jones y Nile Rodgers. Como sugiere el título de la canción, Jones exploró nuevos territorios musicales y la línea de apertura se refiere a una de las grandes del jazz: "I went to a Nina Simone concert..." Los horns (sección de saxofón, trompeta y trombón) en la canción fueron interpretados por Lenny Pickett, Stan Harrison, Steve Elson y Mac Gollehon bajo el nombre colectivo de The Borneo Horns.
El sencillo en 12" lanzado en el Reino Unido y los Estados Unidos a finales de 1986 y principios de 1987 aparece como diferentes remixes, todos los cuales permanecen inéditos en CD.

## Lista de canciones
- U.S. 7" single (1986)

1. "Victor Should Have Been a Jazz Musician" – 4:42
2. "Crush" – 3:27

- U.S. 12" single (1986) (20 2005 6)

1. "Victor Should Have Been a Jazz Musician" (Mix de The Jazz Club Million Minute) – 6:58
2. "I'm Not Perfect (But I'm Perfect for You)" (Mini mix de The C + V.I.) – 6:48

- Dutch 7" single (1987) (20 1851 7)

1. "Victor Should Have Been a Jazz Musician" – 4:42
2. "Crush" – 3:27

- Spanish promo 7" single (1987) (006-2016657)

1. "Victor Should Have Been a Jazz Musician" – 4:42

- Datos: Q7926337